# Gílán
Provincie Gílán (persky استان گیلان‎) je jednou z jednatřiceti íránských provincií ležící na pobřeží Kaspického moře, mezi provinciemi Mazandarán na východ od Gílánu a Ardabíl na západ od Gílánu. Na jih od Gílánu leží provincie Zandžán a Kazvín a na sever od Gílánu leží Kaspické moře. Hlavním městem Gílánu je Rašt. Hlavním přístavem je Bandar-e Anzalí.